# Trichomycetes
I Trichomycetes sono una classe cosmopolita di funghi che crescono nelle viscere di insetti, crostacei, e millepiedi che vivono in habitat di acqua dolce, marini, o terrestri.

## Sistematica
- Ordine Asellariales
  - Famiglia Asellariaceae
    - Genere Asellaria
    - Genere Baltomyces
    - Genere Orchesellaria
- Ordine Eccrinales
  - Famiglia Eccrinaceae
    - Genere Alacrinella
    - Genere Arundinula
    - Genere Astreptonema
    - Genere Eccrinidus
    - Genere Eccrinoides
    - Genere Enterobryus
    - Genere Enteromyces
    - Genere Enteropogon
    - Genere Leidyomyces
    - Genere Paramacrinella
    - Genere Passalomyces
    - Genere Ramacrinella
    - Genere Taeniella
    - Genere Taeniellopsis

  - Famiglia Palavasciaceae
    - Genere Palavascia

  - Famiglia Parataeniellaceae
    - Genere Lajasiella
    - Genere Parataeniella
- Ordine Harpellales
  - Famiglia Harpellaceae
    - Genere Carouxella
    - Genere Harpella
    - Genere Harpellomyces
    - Genere Stachylina
    - Genere Stachylinoides

  - Famiglia Legeriomycetaceae
    - Genere Allantomyces
    - Genere Austrosmittium
    - Genere Bojamyces
    - Genere Capniomyces
    - Genere Caudomyces
    - Genere Coleopteromyces
    - Genere Ejectosporus
    - Genere Furculomyces
    - Genere Gauthieromyces
    - Genere Genistelloides
    - Genere Genistellospora
    - Genere Glotzia
    - Genere Graminella
    - Genere Graminelloides
    - Genere Lancisporomyces
    - Genere Legerioides
    - Genere Legeriomyces
    - Genere Legeriosimilis
    - Genere Orphella
    - Genere Pennella
    - Genere Plecopteromyces
    - Genere Pseudoharpella
    - Genere Pteromaktron
    - Genere Simuliomyces
    - Genere Smittium
    - Genere Spartiella
    - Genere Stipella
    - Genere Trichozygospora
    - Genere Zygopolaris